# Gommaar Timmermans

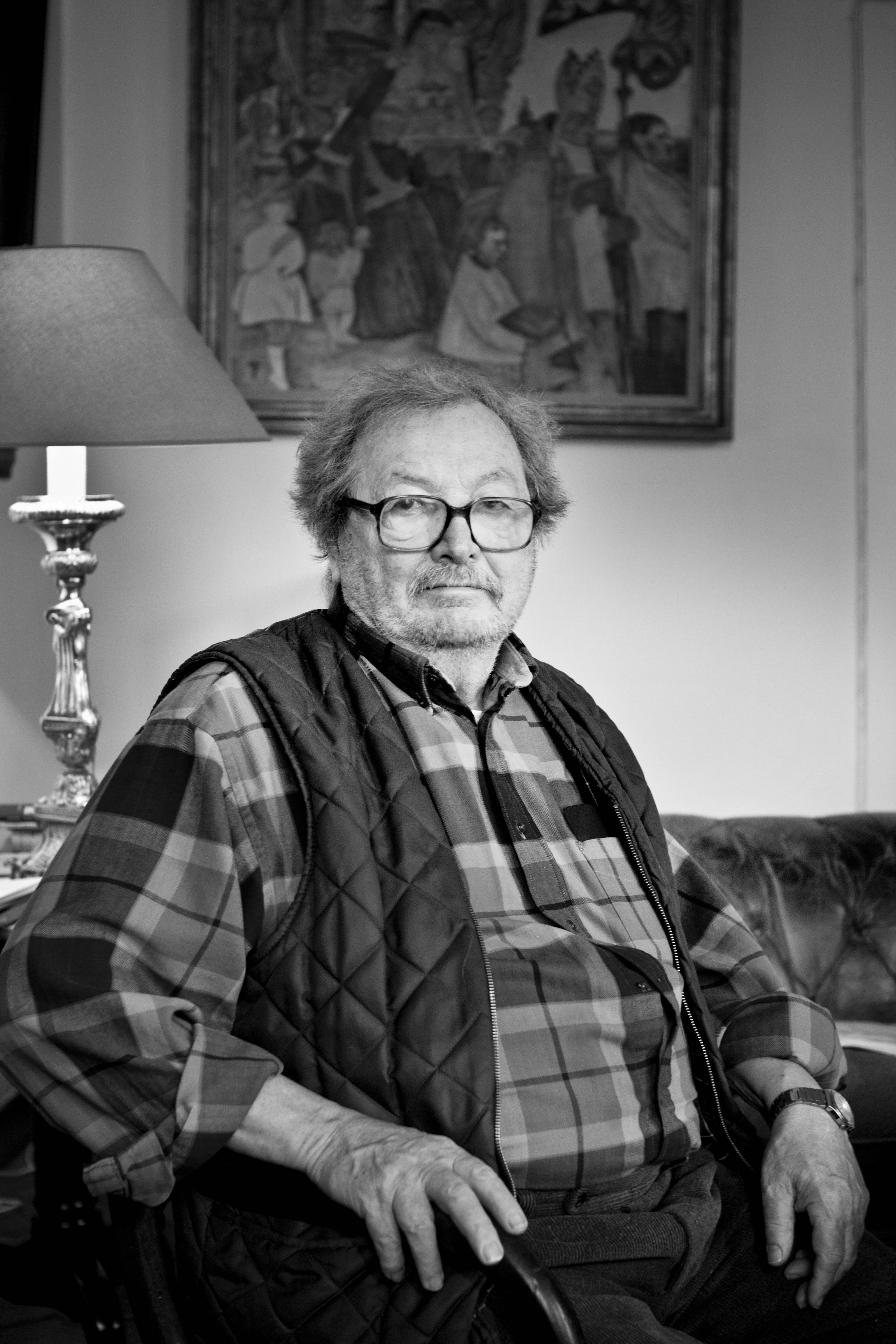
Gommaar Timmermans, 2012.

Gummarus Hieronymus Rachel Felix Maria (Gommaar) Timmermans (Lier, 15 augustus 1930 – aldaar, 6 mei 2023), beter bekend onder zijn pseudoniem GoT, was een Belgische striptekenaar en auteur.
GoT was de zoon van de bekende Vlaamse schrijver Felix Timmermans. Hij studeerde reclame en keramiek aan de Antwerpse Academie en werd vanaf 1950 scenarist voor stripverhalen in Kuifje en Ons Volkske, vaak getekend door Bob De Moor. Daarnaast tekende hij ook af en toe cartoons in de Duitse magazines Quick en Neue Illustrierte.
GoT tekende strips en illustraties voor Pats, de wekelijkse kinderbijlage bij de kranten van de Standaardgroep, vanaf het eerste nummer in september 1962. Zijn bekendste reeksen waren Fideel, de Fluwelen Ridder, De Tweehoofdige Gevlekte Filodendron, Arabella, de Geleerde Slak, Pepijn en De Wonderwinkel. In het blad Zondagmorgen tekende hij in 1963 de stop-comic Sylvester Beukenoot en in 1966 de Batman-parodie Gabriël Gagman.
In 1972 sloot hij zich aan bij het blad De Nieuwe, waarvoor hij De Nieuwe Ark tekende. Voor Belgische Avenue tekende hij De Palavers van Savarin en in Knack Iam-boree en Weber. Voor het blad Rosita tekende hij de kinderstrips Het Zondagskasteel, De Kip, De Keizer en De Tsaar en De Grote Ballonrace.
In 1979 bewerkte de Belgische Radio en Televisie GoTs strip Jonas in de Wonderwinkel tot een dertiendelige tv-animatieserie.
In 1982 kreeg hij een hartinfarct. Nadien ging hij ook schrijven. Hij leverde een wekelijks humoristisch stukje af voor Knack, dat hij zelf illustreerde. Een aantal daarvan zijn in boekvorm uitgegeven onder de titel Zeg eens kaas. Hij was ook coauteur van de literaire gids Met Felix Timmermans door Lier uit 1997, samen met Jan Lampo en Arthur Lens.
In 1999 ging GoT met pensioen.
Van 26 oktober 2010 tot en met 26 februari 2011 organiseerde de stad Lier een overzichtstentoonstelling van zijn werk.

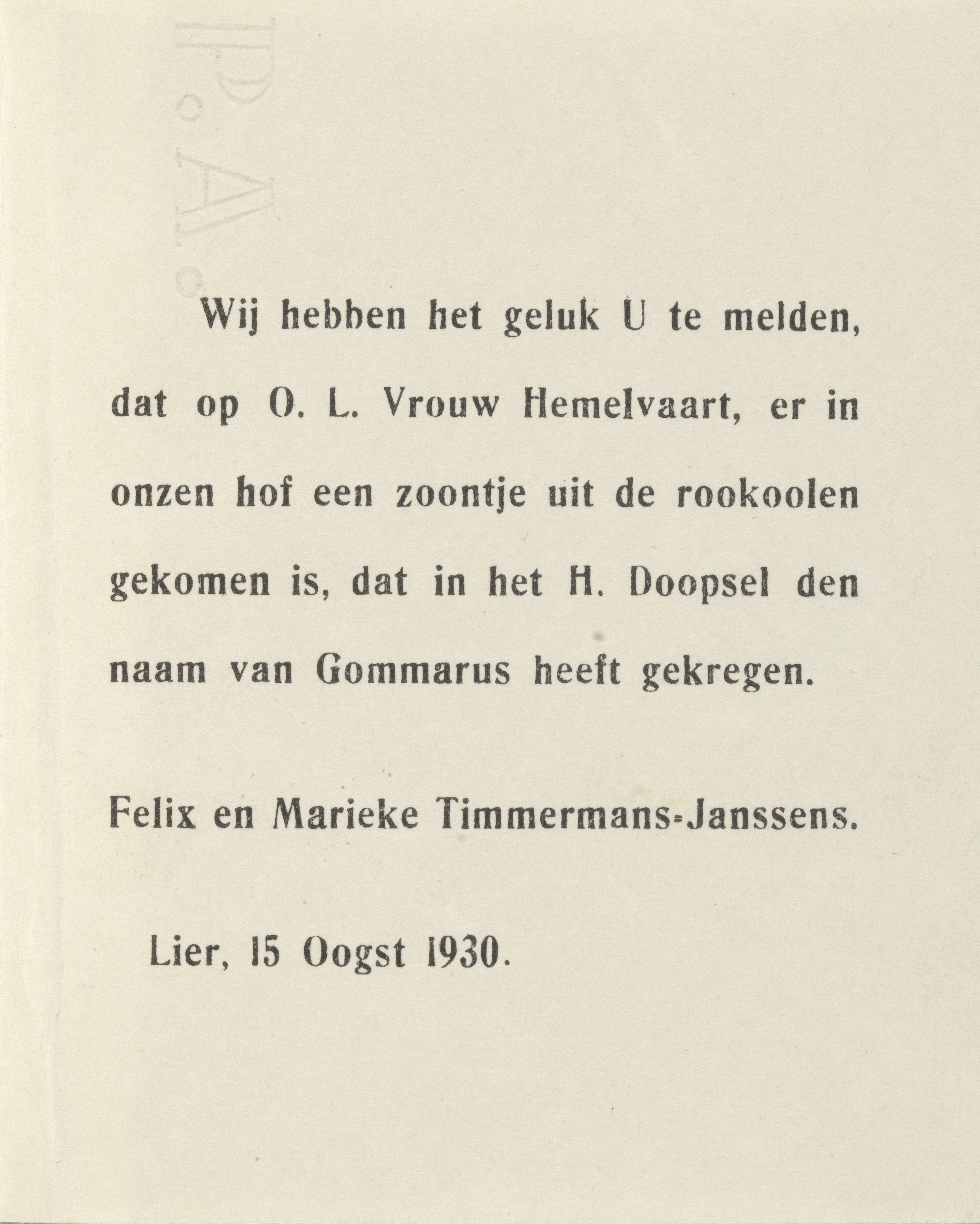
Geboortekaartje Gommaar Timmermans

Gommaar Timmermans overleed op 6 mei 2023 op 92-jarige leeftijd.